# Губер, Эдуард Иванович
Эдуард Иванович Губер (1 [13] мая 1814, Екатериненштадт, Саратовская губерния — 11 [23] апреля 1847, Санкт-Петербург) — русский поэт, переводчик и литературный критик. Первый переводчик «Фауста» И. В. Гёте на русский язык (1838).

## Биография
Родился 1 (13) мая 1814 года в Екатериненштадте. Отец — Иоганнес Самуил Губер, выпускник Базельского университета, состоял с 1807 года по 1820 год в этой колонии пастором прихода Северный Екатериненштадт, мать — Луиза Виганд, дочь сарептского проповедника. Первое стихотворение сочинил ещё в четыре года. В 1820 году старшего Губера перевели пастором в правобережную колонию Мессер.
В возрасте 7 лет начал сочинять стихи на немецком и латинском языках и переписывал их в тетрадку с заглавием: «Полное собрание сочинений Эдуарда Губера, издать после моей смерти».
В 1823 году отца Э. Губера перевели на консисториальную службу в Саратов, где 9-летний Губер начал учиться у своего отца греческому и латинскому языкам. В апреле 1824 года стал брать первые уроки русского языка у местного грамотея В. Я. Волкова, а четыре месяца спустя выдержал приёмный экзамен и поступил в Саратовскую гимназию.
В 1830 году 16-летний Губер, окончив гимназию, поступил в Институт корпуса инженеров путей сообщения. В 1831 году впервые опубликовал своё стихотворение «Разочарованный» в «Северном Меркурии». В 1834 году окончил институт и был выпущен на службу прапорщиком.
В 1835 году академик Я. И. Шмидт, который считался дядей Губера, помог ему найти работу в Энциклопедическом Лексиконе Плюшара. На этой работе Губер сошёлся с Н. И. Гречем, который познакомил его с знаменитыми русскими поэтами и литераторами. Также посвящал много времени чтению немецких философов, подрабатывал переводами, изучал и переводил «Фауста» Гёте.
В конце 1835 года перевод «Фауста» был представлен в цензуру, но не пропущен ею. От огорчения Губер разорвал свою рукопись, плод пятилетних трудов. Узнавший об этом А. С. Пушкин посетил огорчённого поэта, с которым ранее не был знаком. Между Губером и Пушкиным завязались литературные отношения, основанные на том, что Губер дал обещание начать вторично переводить «Фауста» и иначе не заходить к Пушкину, как принося с собой отрывок нового перевода.
В 1837 году, после смерти Пушкина, написал стихотворение «На смерть Пушкина», в которых оплакивал потерю великого поэта. Эти стихи ходили по рукам, читались, в том числе и в аристократическом кругу.
В 1838 году Губер начал постоянное сотрудничество в «Современнике» и «Литературных Прибавлениях к Русскому Инвалиду». В том же году напечатал в «Новогоднике» Н. В. Кукольника первую главу перевода «Фауста».
В 1839 году вышел в отставку в чине капитана и сразу поступил гражданским чиновником в канцелярию главноуправляющего путями сообщения графа П. А. Клейнмихеля.
С 1840 года начал сотрудничать с журналом «Библиотека для чтения», где стал публиковать критические статьи.
В 1842 году оставил службу и на три года уехал в имение своего друга графа В. Апраксина село Брасово Орловской губернии. В 1845 году вышел из печати сборник его стихотворений, негативно воспринятый критикой. В конце 1846 года стал публиковать фельетоны в «С. Петербургских Ведомостях».
Скончался 11 (23) апреля 1847 года. Похоронен на Волковском кладбище в Санкт-Петербурге.
В 1860 году Г. Тихмеев, сын друга Губера, собрал всё написанное Губером и издал 3-томник «Сочинения Э. И. Губера».
По цензурным соображениям долгое время после смерти Губера не издавалась его драматическая поэма «Прометей». Она увидела свет лишь в 1880-е годы.

## Сочинения
- Э. Губер. Стихотворения. — СПб.: тип. Штаба Отд. корп. вн. стражи, 1845.
- Сочинения Э. И. Губера, изданные под редакцией А. Г. Тихменева. В 3-х тт. — СПб.: А. Смирдин сын и К°, 1859—1860.

## Переводы
- Перевод «Фауста» И. В. Гёте (1838).

## Оценки творчества

### О переводе «Фауста» (1838)
- Н. А. Полевой: «…Новое отрадное явление стихи Губера, дышащие сердечным чувством и свидетельствующие дарование сильное. Не страшась опасности, юный поэт смело берется за подвиг огромный — он переводит Фауста Гетева, и, сколько нам известен этот перевод, он составил бы почетное имя самому опытному поэту»[2].
- Ф. В. Булгарин: «В русском переводе не только другой тон, но самые мысли автора до того искажены, язык до такой степени темен и запутан, что, читая книгу, я не мог ничего понять, как будто она была писана по-китайски!»[3].
- О. И. Сенковский: «Кажется, как будто лира Пушкина ожила нарочно для того, чтобы передать нам великолепное творение германского поэта-философа языком и стихом, достойным его»[4].
- В. Г. Белинский: «Жалкий г. Губер, двукратно жалкий — и по своему переводу, или искажению „Фауста“, и по пакостной своей философской статье, которая ужасно воняет гнилью и плесенью безмыслия и бессмыслия! Право, ограниченные люди хуже, то есть вреднее подлецов: ведь если бы не г. Струговщиков, то Губер ещё на несколько лет зарезал бы на Руси Гёте. Впрочем, черт с ними, с этими бездарными Губерами — начхать им на голову, как говорит один из героев Гоголя»[5].
- Я. К. Грот: «Труд, совершенный г. Губером, так обширен и важен, что, независимо от своего достоинства, он уже внушает участие к себе и доверенность к исполнителю». «Редко прерывающаяся цепь глубоких мыслей и истин, переданных в прекрасных стихах, поражающих то силой, то блеском, то простотой, вот что ожидает всякого в переводе г. Губера»[6].

### О сборнике «Стихотворения» (1845)
- В. Г. Белинский: «В его стихотворениях мы увидели хороший обработанный стих, много чувства, ещё более неподдельной грусти и меланхолии, ум и образованность, но, признаемся, очень мало заметили поэтического таланта, чтоб не сказать — совсем не заметили его. […] Опоэтизированный эгоизм, вечно роющийся в пустоте своего скучного существования и выносящий оттуда одни стоны, хотя бы и искренние, теперь никому не новость и всем кажется пошлым…»[7].
- О. И. Сенковский: «Пушкинский стих остался у Эдуарда Ивановича. Он один — наследник и владетель этой драгоценности»[8].

### О собрании сочинений Э. Губера (1859-60)
Это вечное плаканье не только несносно, оно отвратительно. Нигде не видно ни борьбы, ни негодования, ни силы; всюду беспомощное покорство, общие фразы о неудовлетворительности жизни, всюду вялое, плаксивое бессилие.— Михайлов М. Л. // Русское слово. - 1859. - № 10, отд. 2. - С. 26. (цит. по: )